# 대한민국 기획예산처
기획예산처 (企劃豫算處, Ministry of Planning and Budget)는 재정 정책, 국가 재정 운용 계획의 수립, 예산의 편성 및 기금 운용 계획안의 협의·조정, 예산·기금의 집행 및 성과의 관리, 재정 혁신과 공공 혁신에 관한 사무를 담당하는 대한민국의 옛 중앙행정기관이다. 1999년 5월 24일 예산청과 기획예산위원회를 통합하여 발족하였으며 2008년 2월 29일 재정경제부와 통합하여 기획재정부로 개편되면서 폐지되었다.

## 설치 근거 및 소관 업무
- 정부조직법 [법률 제5982호, 1999.05.24 일부개정] 제23조[1]
- 기획예산처직제 [대통령령 제16326호, 1999.5.24, 제정] 제2조[2]

## 연혁
- 1999년 5월 24일 - 기획예산위원회와 예산청을 통합하여 기획예산처를 신설.
- 2008년 2월 29일 - 재정경제부와 통합하여 기획재정부를 신설.

## 조직
| - 감사담당관 ( 1999.05 ~ 2000.02 ) - 공공혁신국 ( 2005.03 ~ 2005.05 ) - 공공혁신본부 ( 2005.05 ~ 2008.02 ) - 공보관 ( 1999.05 ~ 2005.04 ) - 기금정책국 ( 2002.02 ~ 2005.05 ) - 기획관리실 ( 1999.05 ~ 2005.04 ) - 기획예산처 디지털예산·회계기획단 ( 2004.05 ~ 2008.02 ) - 사회재정기획단 ( 2005.05 ~ 2008.02 ) | - 산업재정기획단 ( 2005.05 ~ 2008.02 ) - 성과관리본부 ( 2005.05 ~ 2008.02 ) - 업무지원과 ( 2005.03 ~ 2005.05 ) - 예산관리국 ( 1999.05 ~ 2005.05 ) - 예산실 ( 1999.05 ~ 2005.05 ) - 재정개혁국 ( 2003.03 ~ 2005.03 ) - 재정기획국 ( 1999.05 ~ 2003.03 ) - 재정기획실 ( 2003.03 ~ 2005.05 ) | - 재정운용실 ( 2005.05 ~ 2008.02 ) - 재정전략실 ( 2005.05 ~ 2008.02 ) - 정부개혁실 ( 1999.05 ~ 2003.03 ) - 정책기획팀 ( 2005.05 ~ 2008.02 ) - 정책홍보관리실 ( 2005.04 ~ 2008.02 ) - 총무과 ( 1999.05 ~ 2005.03 ) - 행정재정기획단 ( 2005.05 ~ 2008.02 ) |

## 역대 장·차관

### 기획예산처 장관
| 정부        | 대수     | 이름           | 임기                              | 출신지                     | 출신학교 | 비고 |
| ----------- | -------- | -------------- | --------------------------------- | -------------------------- | -------- | --- |
| 국민의 정부 | 초대     | 진념(陳稔)     | 1999년 5월 24일 ~ 2000년 8월 6일  | 전북 부안                  | 서울대   | 경제기획원 공정거래실장·기획차관보&재무부 차관&경제기획원 차관&동력자원부 장관&노동부 장관&경제부총리     |
| 국민의 정부 | 2대      | 전윤철(田允喆) | 2000년 8월 7일 ~ 2002년 1월 28일  | 전남 목포                  | 서울대   | 경제기획원 기획관리실장&수산청장&공정거래위원회 위원장&경제부총리&감사원장                                |
| 국민의 정부 | 3대      | 장승우(張丞玗) | 2002년 1월 29일 ~ 2003년 2월 26일 | 전남 광주 (현 전남과 분리) | 서울대   | 통계청장&해양수산부 차관&해양수산부 장관&한국투자금융지주 회장                                            |
| 참여 정부   | 4대      | 박봉흠(朴奉欽) | 2003년 2월 27일 ~ 2004년 1월 1일  | 경남 밀양                  | 서울대   | 대통령비서실 정책실장&예산청 예산총괄국장&기획예산처 차관&금융통화위원회 위원                             |
| 참여 정부   | 5대      | 김병일(金炳日) | 2004년 1월 2일 ~ 2005년 1월 27일  | 경북 상주                  | 서울대   | 통계청장&조달청장&기획예산처 차관&민주평화통일자문회의 사무처장                                           |
| 참여 정부   | 6대      | 변양균(卞良均) | 2005년 1월 28일 ~ 2006년 7월 3일  | 경남 통영                  | 고려대   | 대통령비서실 정책실장&기획예산처 재정기획국장·기획관리실장&기획예산처 차관                                |
| 참여 정부   | 7대      | 장병완(張秉浣) | 2006년 7월 21일 ~ 2008년 2월 4일  | 전남 곡성                  | 서울대   | 호남대 총장&기획예산처 기금정책국장·예산실장&기획예산처 차관&제18·19대 국회의원&새천년민주당 수석전문위원 |
| 참여 정부   | 직무대리 | 반장식(潘長植) | 2008년 2월 4일 ~ 2008년 2월 28일  | 경북 상주                  | 서경대   | 서강대 교수&기획예산처 재정운용실장                                                                       |

### 기획예산처 차관
| 정부        | 대수 | 이름           | 임기                              | 출신지                   | 출신학교 | 비고 |
| ----------- | ---- | -------------- | --------------------------------- | ------------------------ | -------- | --- |
| 국민의 정부 | 초대 | 최종찬(崔鍾璨) | 1999년 5월 26일 ~ 2000년 8월 10일 | 강원 강릉                | 서울대   | 대통령비서실 정책기획수석비서관&경제기획원 경제기획국장&재정경제원 경제정책국장&건설교통부 차관&건설교통부 장관 |
| 국민의 정부 | 2대  | 김병일(金炳日) | 2000년 8월 11일 ~ 2002년 2월 4일  | 경북 상주                | 서울대   | 통계청장&조달청장&기획예산처 장관&민주평화통일자문회의 사무처장                                                 |
| 국민의 정부 | 3대  | 박봉흠(朴奉欽) | 2002년 2월 5일 ~ 2003년 2월 26일  | 경남 밀양                | 서울대   | 대통령비서실 정책실장&예산청 예산총괄국장&기획예산처 장관&금융통화위원회 위원                                   |
| 참여 정부   | 4대  | 변양균(卞良均) | 2003년 3월 3일 ~ 2005년 1월 27일  | 경남 통영                | 고려대   | 대통령비서실 정책실장&기획예산처 재정기획국장·기획관리실장&기획예산처 장관                                      |
| 참여 정부   | 5대  | 장병완(張秉浣) | 2005년 2월 27일 ~ 2006년 7월 20일 | 전남 곡성                | 서울대   | 호남대 총장&기획예산처 기금정책국장·예산실장&기획예산처 장관&제18·19대 국회의원&새천년민주당 수석전문위원       |
| 참여 정부   | 6대  | 정해방(丁海昉) | 2006년 8월 9일 ~ 2007년 3월 30일  | 경북 선산 (현 경북 구미) | 서울대   | 기획예산처 정책기획실장·예산실장·재정운용실장&금융통화위원회 위원                                               |
| 참여 정부   | 7대  | 반장식(潘長植) | 2007년 4월 20일 ~ 2008년 2월 29일 | 경북 상주                | 서경대   | 서강대 교수&기획예산처 재정운용실장                                                                             |